# Peter Stahl (Basketballtrainer)
Peter „Pit“ Stahl (* 11. September 1963 in Würzburg) ist ein deutscher Basketballtrainer.

## Laufbahn
Stahl, der in seiner Heimatstadt Würzburg nach dem am Röntgen-Gymnasium abgelegten Abitur an der Julius-Maximilians-Universität ein Sportstudium absolvierte, war Jugendtrainer bei DJK Würzburg und in der D-Jugend erster Vereinstrainer von Dirk Nowitzki. Zuvor hatte er 1990 den damals noch vereinslosen Nowitzki in die Unterfranken-Auswahl berufen. Nowitzki äußerte später, Stahl habe ihm die Freiheit gegeben „sein Spiel zu spielen und nicht nur mit dem Rücken zum Korb zu stehen“, wie es oft mit körperlich großen Spielern gemacht werde. Stahl sagte, er habe Nowitzki auf den Außenpositionen spielen lassen, „weil er es konnte“. Als Spieler (Position: Spielmacher) war Stahl für Würzburg und Chemnitz in der 2. Basketball-Bundesliga und in der Regionalliga aktiv. Zudem schaffte er es in die deutsche Jugend-Nationalmannschaft.
1994 wurde er Cheftrainer der Würzburger Herrenmannschaft in der zweiten Liga und blieb bis 1996 im Amt. Danach war er beim Regionalligisten Chemnitz als Trainer tätig. In der Saison 1998/99 (der ersten nach dem Bundesliga-Aufstieg) war er Assistent von Würzburgs Trainer Klaus Perneker, 1999/2000 dann wieder Cheftrainer, in der Saison 2000/01 abermals „Co“ (diesmal unter dem Kanadier Gordon Herbert), ehe er zu Saisonbeginn 2001/02 erneut als Cheftrainer wirkte, dann im Dezember 2001 auf den Posten des Assistenten des neuen Würzburger Trainers Mindaugas Lukošius wechselte. Neben seiner Trainertätigkeit in Würzburg gehörte Stahl auch zum Stab des Bayerischen Basketball-Verbandes. 1999 führte er des Weiteren die Auswahl der Julius-Maximilians-Universität Würzburg im Trainergespann mit Perneker zum Gewinn der deutschen Basketball-Hochschulmeisterschaft.
Zwischen 2002 und 2005 war er Cheftrainer des österreichischen Bundesligisten Oberwart Gunners und führte die Burgenländer 2004 zum dritten Platz in der Meisterschaft und ins Pokalendspiel. Im selben Jahr wurde in der Wahl der Bundesliga zum „Trainer des Jahres“ gekürt, auch der Internetdienst eurobasket.com verlieh ihm diese Auszeichnung. 2005 gelang Oberwart unter Stahls Führung der Sieg im österreichischen Pokalwettbewerb, zudem wurde man Vizemeister. Stahl erhielt von eurobasket.com wie im Vorjahr den Titel als „Trainer des Jahres“ der Bundesliga.
In den Jahren 2006 und 2007 war er als Trainer der österreichischen U18- und U20-Nationalmannschaften tätig. Zusätzlich übernahm Stahl zur Saison 2006/07 den Cheftrainerposten bei den Panthers Fürstenfeld, im Dezember 2007 wurde er von den Oststeirern entlassen.
In der ersten Saisonhälfte 2008/09 trainierte Stahl zunächst den ungarischen Erstligisten Dombovar KC und wechselte im Januar 2009 zum Ligakonkurrenten Ved Kormend, wo er bis Saisonende im Amt war.
Zur Saison 2009/10 kehrte Stahl nach Oberwart zurück, wurde jedoch bereits im Februar 2010 aufgrund fehlenden sportlichen Erfolgs durch Neno Asceric ersetzt.
Von 2010 bis 2013 arbeitete er als Cheftrainer für einen weiteren Bundesligisten in Österreich, den UBSC Graz. Er führte den Verein zu seinen bis dahin größten Erfolgen in der Klubgeschichte, nämlich unter die besten vier Mannschaften im Pokalwettbewerb, in die Bundesliga-Playoffs (jeweils 2011) sowie ins Pokalendspiel 2012.
2013 kehrte Stahl in seine Heimatstadt Würzburg zurück, wurde Sportkoordinator beim Bundesligaverein s.Oliver Würzburg und sprang zeitweilig auch als Assistenztrainer ein. Im Juli 2014 wurde der Vertrag aufgelöst.
In der Saison 2015/16 bestritt er eine zweite Amtszeit als Cheftrainer des UBSC Graz, im Juli 2016 wurde er abermals von den Panthers Fürstenfeld als Trainer verpflichtet und blieb bis zum Ende des Spieljahres 2016/17. Im März 2019 sprang Stahl in Fürstenfeld nach der Entlassung von Adnan Bajramovic als Trainer ein. Im Mai 2019 übernahm Stahl in Fürstenfeld das Amt des Obmanns. In diesem Amt musste Stahl Anfang August 2019 mit den Fürstenfeldern die Lizenzverweigerung für die höchste Spielklasse Österreichs hinnehmen und war fortan in der zweiten Liga vertreten. Im Februar 2020 kehrte er neben seiner Aufgabe als Obmann ins Traineramt zurück. Stahl führte die Mannschaft 2022 zur Zweitligameisterschaft und zur Rückkehr in die erste Liga. Er wurde bei der Betriebsgesellschaft der Fürstenfelder Mannschaft ebenfalls Geschäftsführer. In der Saison 2024/25 war Stahl noch Fürstenfelds Trainer, im Sommer 2025 gab er das Amt ab, war aber weiterhin als Geschäftsführer tätig.